# Igor Chugaynov
Igor Valeryevich Chugaynov - em russo, Игорь Валерьевич  Чугайнов (Moscou, 6 de abril de 1970) é um ex-futebolista e treinador de futebol russo que jogava como lateral-direito.

## Carreira em clubes
Em sua carreira, Chugaynov destacou-se jogando por Torpedo e Lokomotiv, ambos da capital russa, jogando 357 partidas por ambos entre 1986 e 2001. Pelo Torpedo, foi campeão da Copa da Rússia de 1993 e venceu a competição outras 4 vezes, como atleta do Lokomotiv. Se aposentou dos gramados em 2002, no Uralan Elista.

## Carreira internacional
O lateral-direito chegou a jogar quatro partidas pela Seleção da CEI, em 1992, mas não foi convocado para a Eurocopa. No mesmo ano, faria sua estreia pela Rússia, não sendo lembrado por Pavel Sadyrin para a Copa de 1994 e para a Eurocopa de 1996, já com Oleg Romantsev no comando.
No final da carreira, Chugaynov foi convocado para a Copa de 2002. Não atuou em nenhum jogo da Rússia no torneio, encerrando sua carreira internacional com 30 jogos (4 pela Seleção da CEI e 26 como jogador da Rússia).

## Carreira de treinador
Em 2003, estreou como técnico na seleção sub-19 da Rússia, onde permaneceria até 2006. Trabalhou também no Zenit (time reserva), Khimki, Torpedo Moscou, Sokol Saratov, Spartak Nalchik, Avangard Kursk (estes últimos como auxiliar-técnico), Sibir Novosibirsk e FC Novosibirsk, seu último clube, em 2019.

## Títulos
Torpedo Moscou
- Copa da Rússia: 1993

Lokomotiv Moscou
- Copa da Rússia: 1996, 1997, 2000, 2001